# Cheile Vălișoarei
Cheile Vălișoarei (numite și Cheile Aiudului sau Cheile Poienii) alcătuiesc o arie protejată de interes național ce corespund categoriei a IV-a IUCN (rezervație naturală de tip botanic și geologic), situate în estul Munților Trascău, în partea sudică a Depresiunii Râmetea (altitudine maximă 779 m și cea minimă de 425 m,) în județul Alba, pe teritoriul administrativ al comunei Livezile.

## Etimologie
“Chei” (conform DEX) = vale îngustă, lipsită de albie majoră, între doi pereți abrupți, unde apa râului, întâlnind roci compacte, exercită o puternică eroziune în adâncime.

## Descriere
Rezervația naturală a fost declarată arie protejată prin Legea Nr.5 din 6 martie 2000, publicată în Monitorul Oficial al României, Nr.152 din 12 aprilie 2000, privind aprobarea Planului de amenajare a teritoriului național - Secțiunea a III-a - zone protejate și are o suprafață de 20 ha.
Aria protejată este inclusă în situl de importanță comunitară - Trascău și prezintă o importanță complexă (geomorfică și botanică), pe versanții cheilor săpate in calcare mezozoice (jurasice) întâlnindu-se o serie de plante rare.

## Căile de acces și limitele
Cheile Vălișoarei sunt străbătute de drumul județean DJ 107 M ce unește Valea Mureșului (Aiud) cu cea a Arieșului (Buru). Ele se află la o distanță de cca 14 km de Aiud, 15 km de Buru, 35 km de Turda și 65 km de Cluj-Napoca. 

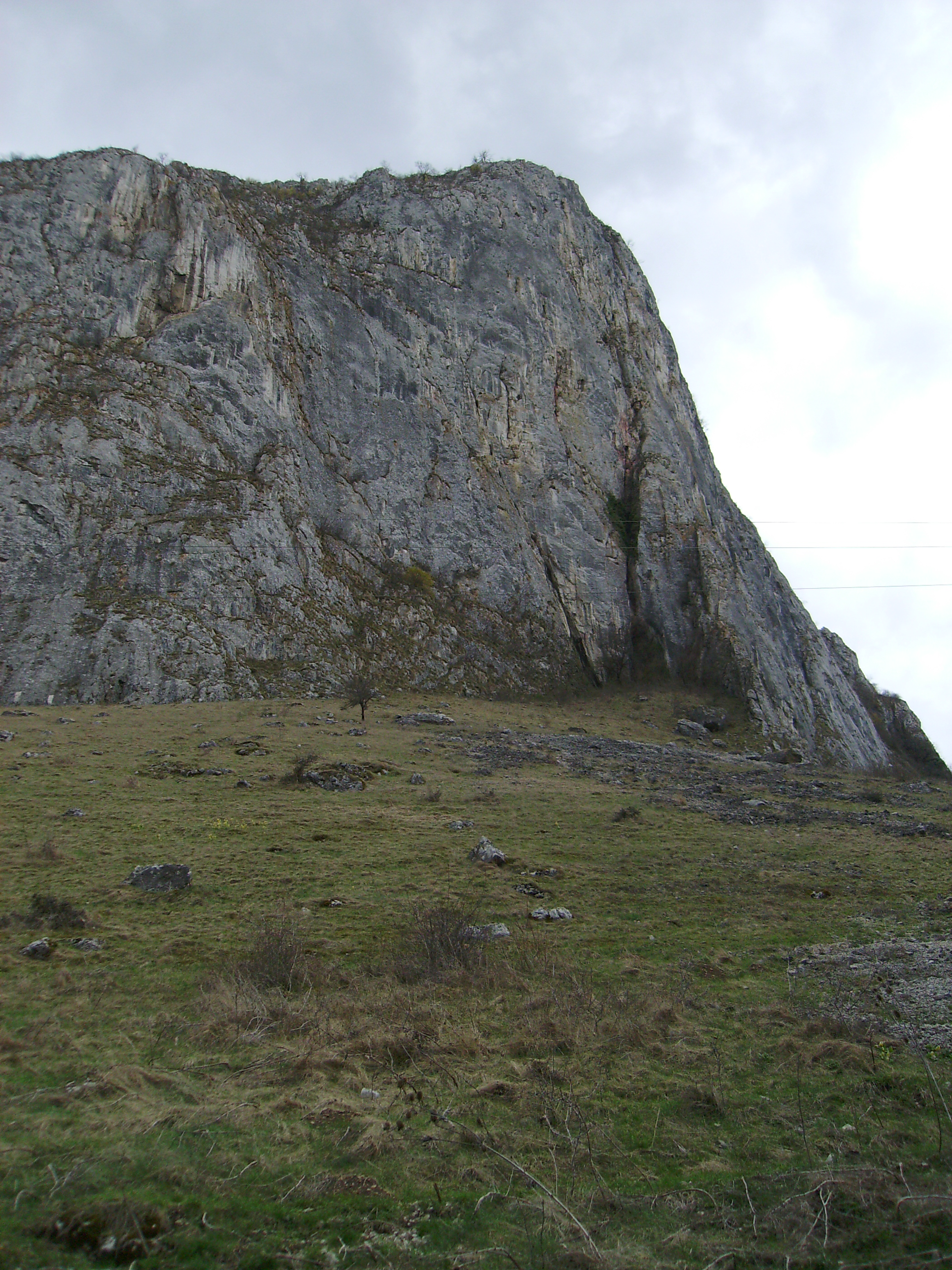
Perete la limita vestică a defileului.

### Acces
Dinspre sud, accesul se face din Aiud, pe drumul modernizat DJ 107 M Aiud-Buru. După 14 km de la plecare, pe circa 2 km, drumul traversează sectorul de chei. Dinspre nord, accesul se face din localitatea Buru, situată pe DN 75 ce parcurge valea Arieșului. Există curse de autobuze doar din și spre Aiud.

### Limite
Zona strict ocrotită include întregul profil transversal al cheii. Limita vestică urmărește partea superioară a abruptului calcaros (care începe în dreptul crucii de pe marginea șoselei); limita estică urmărește culmile domoale ce urcă spre capatul nordic și sudic al cheilor până în Vârful Rachiș (779 m). 
Zona tampon se extinde în vest până în Vârful Bogza Vălișoarei (827 m), incluzând pajiștile secundare pană la Pârâul Velii spre sud și pădurile din clasa I de protecție spre nord. 
Limita estică se desfașoară ca o fâșie continuă, cu lățimi variabile, cuprinse intre 250 m în partea de nord-est și 400-500 m la est și sud-est de Vârful Rachiș.

## Puncte de interes turistic
În dreapta cheilor, urcând din spre Aiud, se află stânca numită Cetate, unde în secolul al XIII-lea documentele atestă existența cetății Zedecheu, neidentificată în teren.

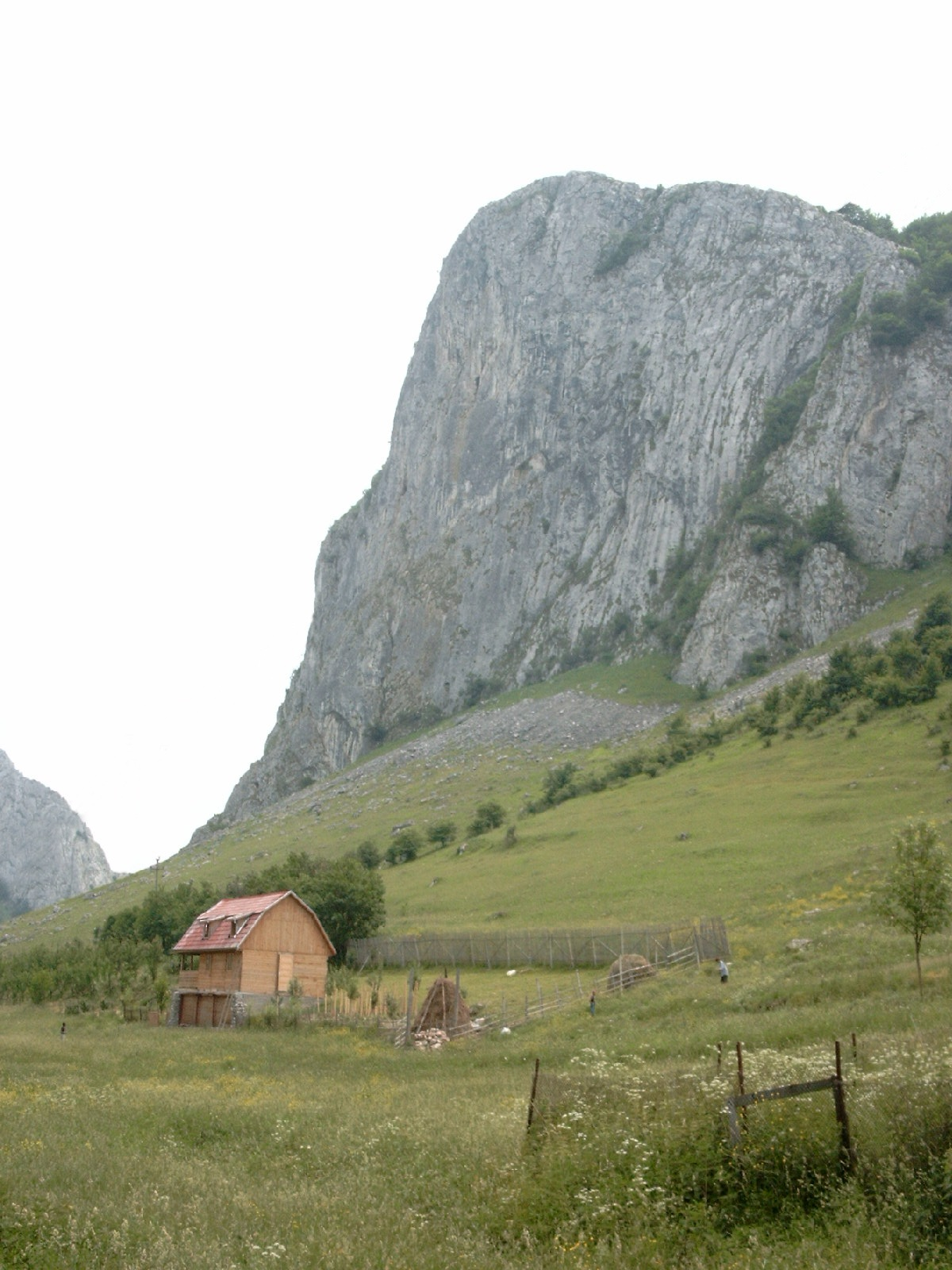
Același perete, din alt unghi.

Rezervația constitue un important obiectiv turistic, aici se mai pot vizita și ruinele cetății medievale a Trascăului, biserica mănăstirii din Măgina, satul Rimetea și muzeul său etnografic, rezervațiile naturale Cheile Plaiului de lângă satul Izvoarele, Cheile Siloșului, Vânătările Ponorului, Huda lui Papară, Peștera Poarta Zmeilor (Peștera de la Groși) și Piatra Secuiului (a cărei parte nordică mai e numită și Colții Trascăului).
Înălțimile Colților Trascăului sunt propice pentru zborul cu parapanta. Ca zonă de decolare este recomandat platoul din extremitatea nordică a masivului aflat la o altitudine de 1050 m. Platoul orientat sud vest este neted iar lungimea zonei de decolare este de aproximativ 100 de m, suficient pentru a permite docolarea. Această zonă este ideală pentru zbor datorită diferențelor de nivel, zone de aterizare largi, zborul fiind favorabil în zilele însorite. Se mai poate decola și de la baza stâncii dacă condițiile de zbor sunt favorabile practicându-se un zbor ascendent.
Alte zone pentru zborul cu parapanta sunt versantul drept al Cheilor Vălișoarei (Dealul Bogza), cu aterizare în interiorul cheilor, sau Colțul Data cu posibilități în funcție de condițiile meteo.

## Monumente și atracții turistice
În vecinătatea rezervației naturale se află câteva obiective de interes istoric, cultural și turistic; astfel:
- Biserica "Adormirea Maicii Domnului" din Livezile, construcție 1611, monument istoric (cod LMI AB-II-m-A-00244).
- Schitul "Nașterea Sfântului Ioan Botezătorul" din Livezile.
- Cetatea Trascăului, monument istoric (cod LMI AB-II-m-A-00208).
- Situl arheologic de la Livezile (așezare și necropolă tumulară atribuite Epocii bronzului timpuriu).
- Munții Trascăului.
- Aria naturală Cheile Plaiului.

## Imagini

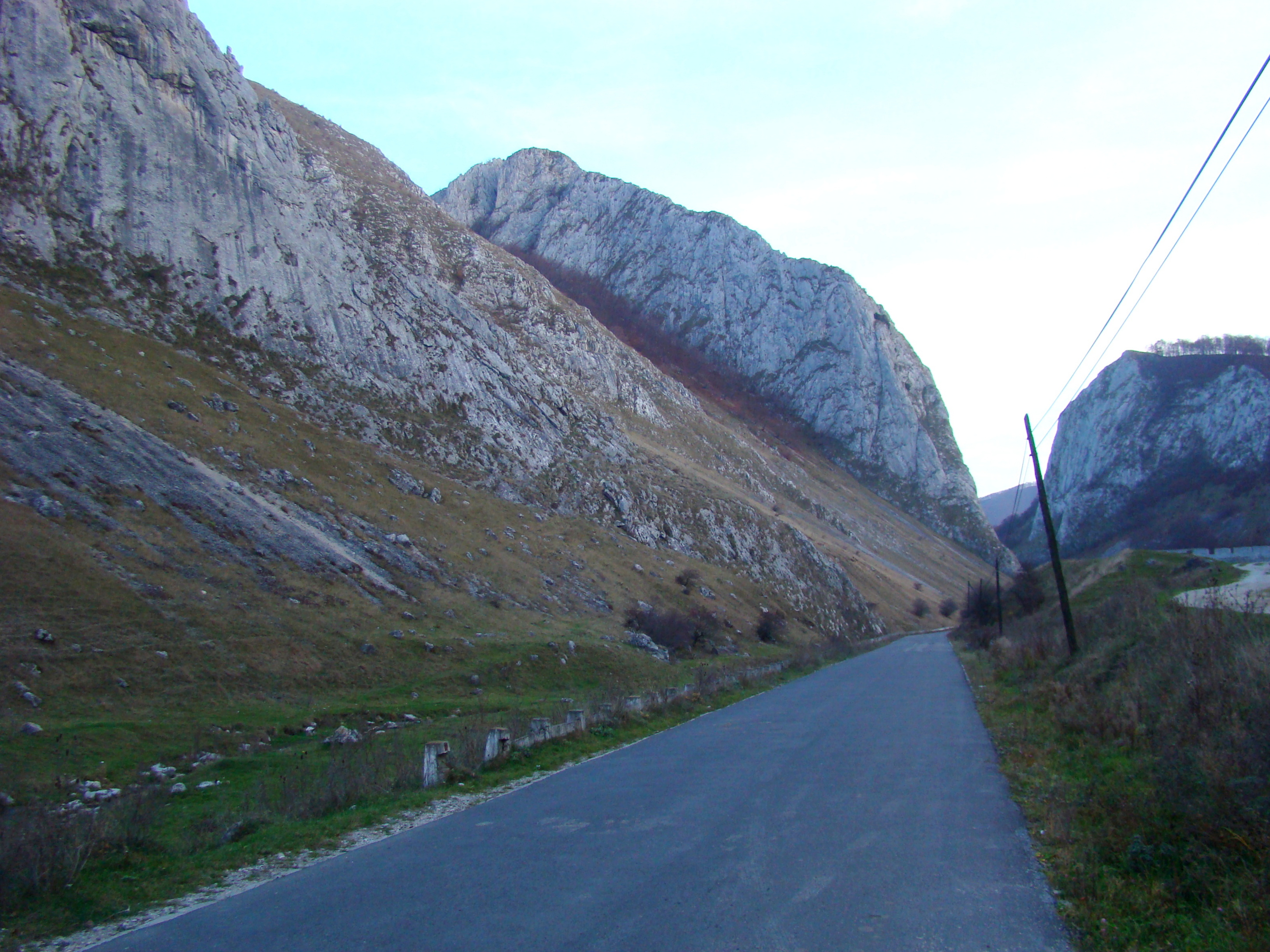
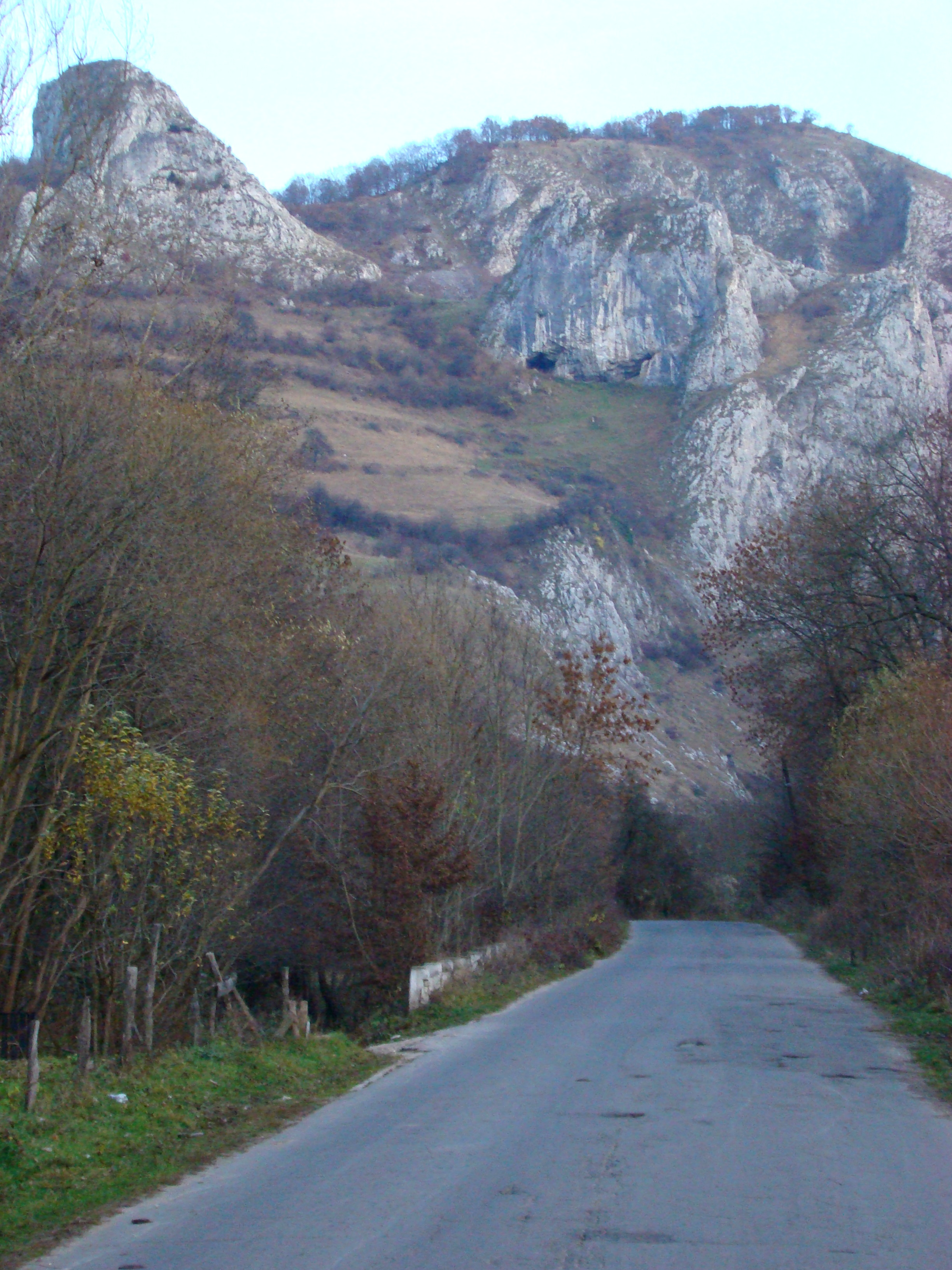
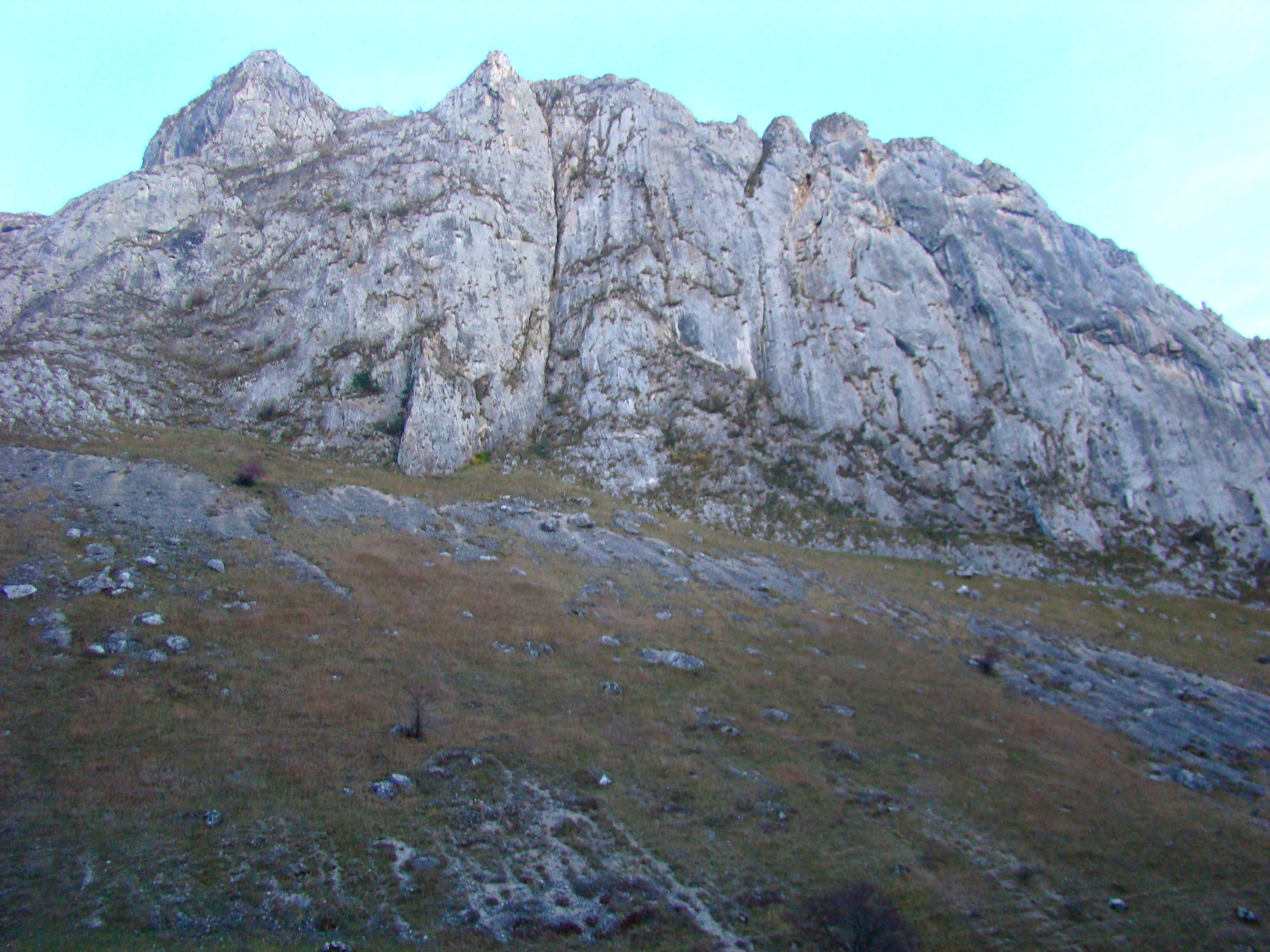
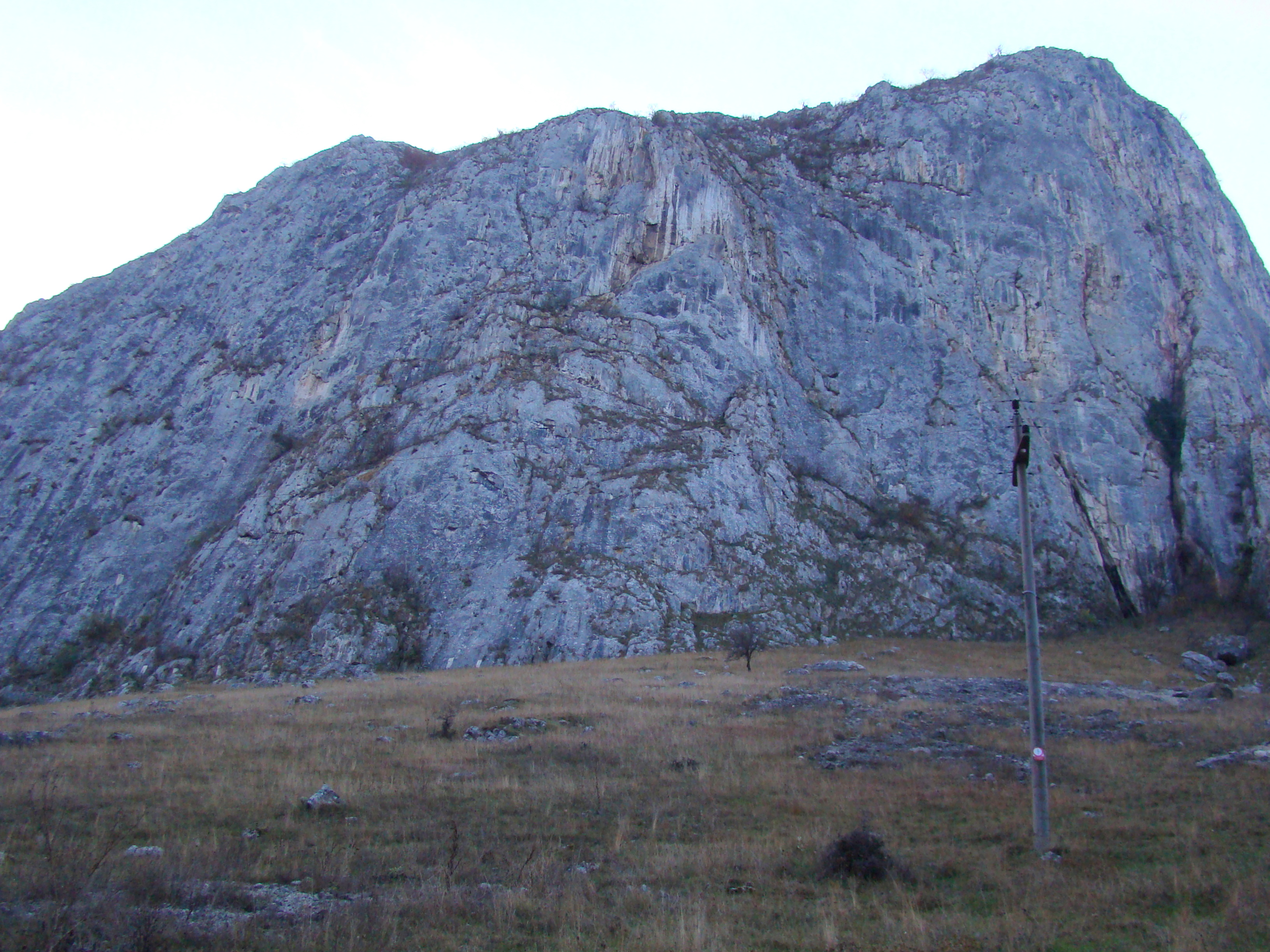
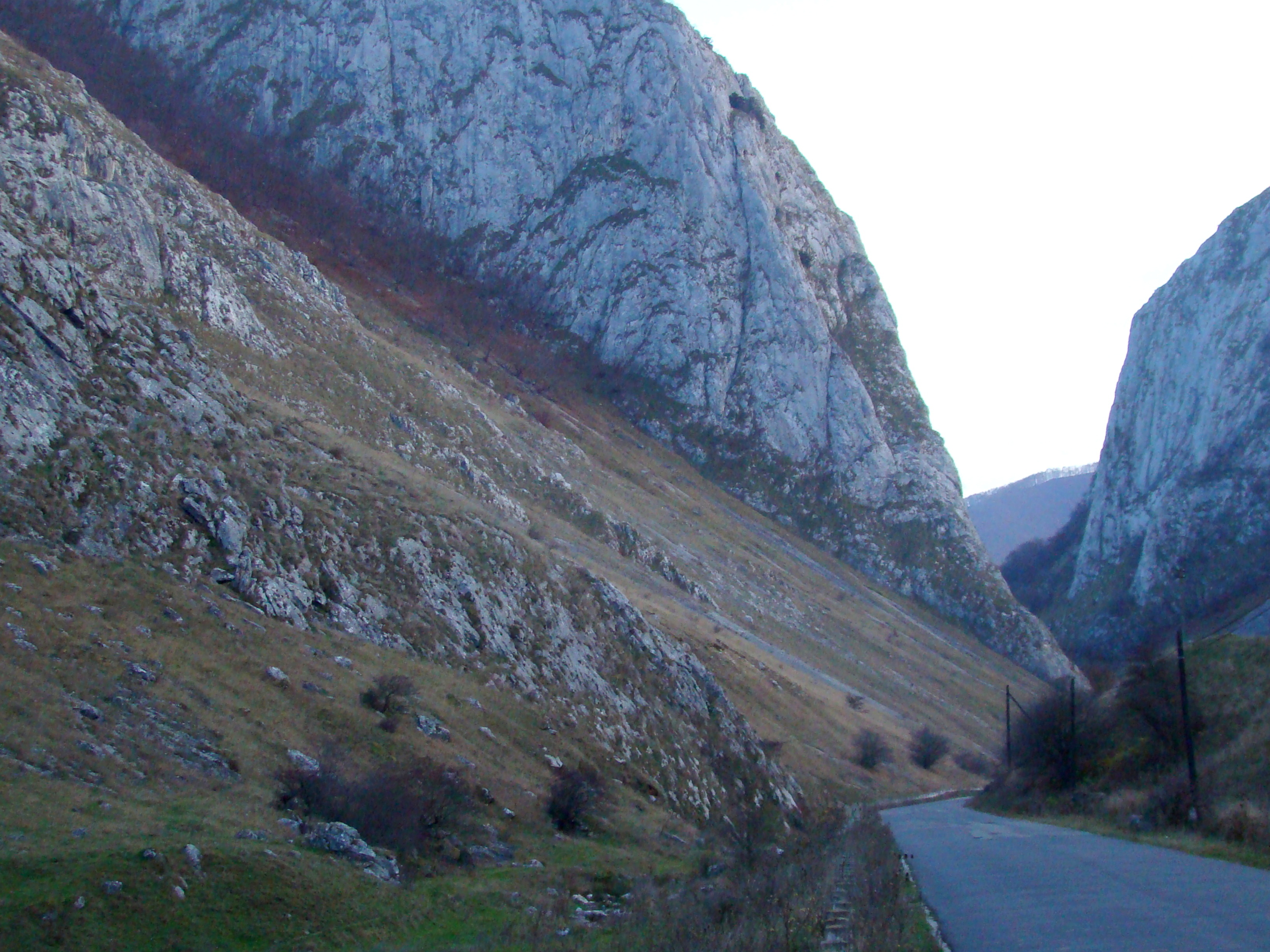